# Михайловское сельское поселение (Целинский район)
Михайловское сельское поселение — муниципальное образование в Целинском районе Ростовской области.
Административный центр поселения — село Михайловка.

## Административное устройство
В состав Михайловского сельского поселения входят:
- село Михайловка;
- хутор Благодарный;
- хутор Благодатный;
- хутор Владикарс;
- село Петровка;
- село Плодородное;
- хутор Привольный;
- хутор Селим;
- хутор Хлебородный.

## Население
| 2010  | 2012  | 2013  | 2014  | 2015  | 2016  | 2017  |
| ----- | ----- | ----- | ----- | ----- | ----- | ----- |
| 2272  | ↘2183 | ↘2152 | ↘2122 | ↘2100 | ↘2089 | ↘2038 |
| 2018  | 2019  | 2020  | 2021  |       |       |       |
| ↘2015 | ↘2006 | ↘1971 | ↘1966 |       |       |       |